# Michaela Vernerová
Michaela Vernerová, née le 15 septembre 1973 à Slaný, est une judokate tchèque.

## Palmarès international en judo
| Championnats du monde | Championnats du monde | Championnats du monde |
| Année                 | Médaille              | Catégorie             |
| --------------------- | --------------------- | --------------------- |
| 1999                  | bronze                | –57 kg                |
| Championnats d’Europe |                       |                       |
| Année                 | Médaille              | Catégorie             |
| 1997                  | argent                | –61 kg                |
| 1999                  | bronze                | –57 kg                |
| 2000                  | bronze                | –57 kg                |
| Universiade           |                       |                       |
| Année                 | Médaille              | Catégorie             |
| 1999                  | argent                | –57 kg                |
| 2001                  | bronze                | –57 kg                |